# Кукуїформні
Кукуїформні (Cucujiformia) — інфраряд (серія) з підряду Всеїдні жуки (Polyphaga), що представляють переважну більшість рослиноїдних жуків.
Для видів цієї серії характерний укорочений період личинкового розвитку, частіше за все на поверхні субстрату, та відносно довге відкрите життя імаго. Серія об'єднує 6 найбільш еволюційно молодих надродин жуків:
- Лимексилоїдні (Lymexyloidea)
- Клероїдні (Cleroidea)
- Кукуйоїдні (Cucujoidea)
- Тенебріоноїдні (Tenebrionoidea)
- Хризомелоїдні (Chrysomeloidea)
- Довгоносикоподібні або Куркуліоноїдні (Curculionoidea).

Представники всіх цих надродин поширені на території України.